# به‌سوی شعله‌های آتش
به‌سوی شعله‌های آتش (انگلیسی: Into the Flames؛‏ کره‌ای: 불꽃 속으로) مجموعه تلویزیونی محصول کره جنوبی در سال ۲۰۱۴ با بازی چوی سو جونگ، ریو جین و سون ته یونگ است. این مجموعه از ۲۵ آوریل تا ۲۸ ژوئن ۲۰۱۴، روزهای جمعه و شنبه ساعت ۲۳:۰۰ (کی‌اس‌تی) از تی‌وی چوسان پخش شد.

## خلاصه داستان
️داستان این مجموعه بر اساس زندگی پارک ته جون، بنیان‌گذار و رئیس افتخاری کورپوریشن چندملیتی تولید فولاد به نام پوسکو است. داستان دربارهٔ افرادی است که پس از دوران استعمار و جنگ کره، با مبارزه‌ای بی‌امان در برابر فقر و ناامیدی، در مسیر نوآوری اقتصادی پیش رفتند و انتخاب‌هایی در راه عشق، وفاداری و فداکاری انجام دادند. پارک با تلاش فراوان کارخانه تولید فولاد ساخت که به یکی از ارکان اصلی مدرن‌سازی کره تبدیل شد.
عنوان کاری این مجموعه، نام مستعار پارک یعنی پادشاه فولاد (کره‌ای: 강철왕) بود.

## بازیگران

### اصلی
- چوی سو جونگ در نقش پارک ته هیونگ
  - کیم کوان در نقش جوانی پارک ته هیونگ
- ریو جین در نقش شین ده چول
  - یون هونگ بین در نقش جوانی شین ده چول
- سون ته یونگ در نقش کومیکو
  - کیم یه وون در نقش جوانی کومیکو
- لی این هه در نقش جانگ اوک سون
- چوی چول هو در نقش چوی جونگ‌هو
- دوک‌گو یونگ‌جه در نقش رئیس‌جمهور
- جونگ هو بین در نقش آلن کیسینگر